# David Goitein
David Goitein (hebrejsky דוד גויטיין‎, 12. září 1900, Londýn – 1. ledna 1961) byl soudce Nejvyššího soudu Izraele a první izraelský velvyslanec v Jižní Africe. Ve svých názorech byl Goitein liberál a socialista.

## Životopis

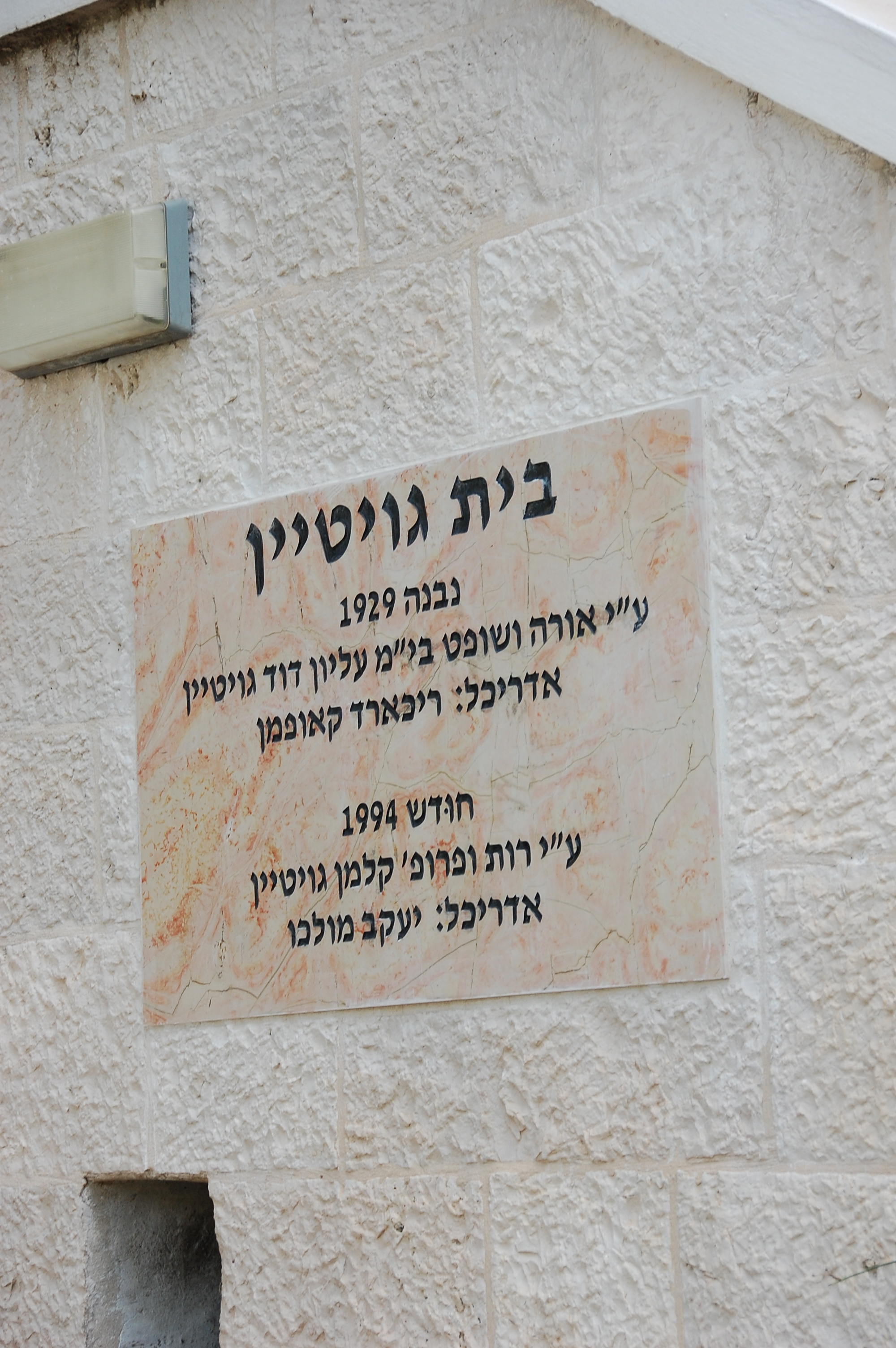
Pamětní deska Davida Goiteina na jeho domě v Jeruzalémě

Edward Yehezkiel David Goitein se narodil v Londýně jako jedno ze čtyř dětí maďarského emigranta Kalmana Goiteina (1860–1905) a jeho anglické manželky Elizabeth Ley Burnettové (1863–1940). Kalman Goitein, známý jako „K. Goitein-London“, je zmiňován jako delegát 5. sionistického kongresu, společně s bratrem Jakobem Löbem Goiteinem z Frankfurtu.
Když byly Davidovi čtyři roky, jeho otec zemřel a matka ho vychovávala spolu se dvěma bratry a sestrou v duchu židovských tradic a děti se učili hebrejsky.
Goitein vystudoval práva a studoval antropologii a ekonomii na londýnské School of Economics. Zde se spřátelil s pozdějším premiérem státu Izrael, Mošem Šaretem a Zvi Schwartzem. Goitein patřil k sionistickému hnutí „ha-Bonim“ a po setkání s Orou Claire Moyalovou, sestrou plukovníka Aharona Moyala, a v roce 1929 společně emigrovali do Palestiny, kde se rok poté vzali v Tel Avivu. Později se usadili v jeruzalémské čtvrti Rechavja, v domě, který si nechali postavit podle návrhu architekta Richarda Kaufmanna ve stylu funkcionalismu (internacionalismu). Jejich syn Kalman Goitein se stal profesorem.
V roce 1923 v Londýně vydal knihu Wonderful stories of a wonderful people, jak autor poznamenává v úvodu knihy „pro všechny, kteří jsou dost mladí na to, aby prožili pohádku, nebo dost staří na to, aby ji mohli vyprávět“. Příběh knihy volně vychází ze Starého zákona.
Než mohl Goitein vykonávat advokacii v britské Palestině, byl přijat jako redaktor Palestinského deníku a v letech 1929 až 1931 psal články a fejetony do židovského tisku po celém světě. Ve svých článcích se zabýval problematikou života obyvatelstva v Palestině, ústavy, kriminalitě, o otázce vztahu mezi skupinami sekulárních a ortodoxních Židů a nutnosti zachovat kulturní dědictví, které každá komunita přináší z diaspory do Izraele. Rozebírá také problematiku spravedlnosti a postavení žen ve společnosti. Zločin označil chorobu a byl proti násilnému zavírání zločinců do vězení. Jeho psaní vynikalo lehkostí a humorem, které se později odrážely také v jeho rozhodnutích v pozici soudce.
Před emigrací do Izraele získal kvalifikaci právníka v Londýně a později se kvalifikoval jako právník v povinné Palestině a připojil se k firmě arabsko-křesťanského právníka Abukrios Bay, se kterou pracoval až do roku 1936. S vypuknutím „ událostí “ otevřel samostatnou kancelář, která se zabývala především trestními záležitostmi. Během boje proti Britům zastupoval podzemní bojovníky ze všech organizací před britskými, obyčejnými a vojenskými soudy. Na začátku války za nezávislost byl jmenován vojenským soudcem jménem Haganah v obleženém Jeruzalémě a později se podílel na týmu, který připravil právní kodex pro Právní knihu Státu Izrael. Tento podnik považuje za jeden ze svých důležitých příspěvků k izraelskému právu a jeho hrdost je tím známá.
Po vzniku Izraele patřil k předním právníkům v zemi a byl jedním ze sedmi kandidátů na místo soudce Nejvyššího soudu, nakonec však bylo jmenováno pouze pět soudců a Gitein mezi nimi nebyl. V letech 1949 - 1953 působil jako první vyslanec a poté jako velvyslanec Izraele v Jižní Africe a poté na izraelské ambasádě ve Washingtonu, DC.
Po návratu do Izraele, 11. prosince 1953, byl jmenován soudcem Nejvyššího soudu. Zasedal u odvolacího soudu v případu Kastner. Při přípravě izraelského právního systému na proces s Adolfem Eichmannem zastával názor, že informací na toto téma bylo příliš málo na to, aby bylo možné obviněného stíhat. Goitain byl prvním izraelským soudcem, který sloužil jako soudce u Mezinárodního soudního dvora v Haagu a jako zástupce Izraele v soudním sporu vedeném proti Bulharsku kvůli sestřelení letadla El Al.
Ve svých posledních dnech se zabýval překládem rozsudků Nejvyššího soudu do angličtiny, tuto práci však již nedokončil.
Jeho vdova Ora Claire Moyalová, Jakir Jerušalajim (Miláček Jeruzaléma), zemřela 23. července 2006.
Jméno soudce Davida Goiteina nese Goiteinova ulice v jeruzalémské čtvrti Pisgat Ze'ev.